# Zeven Vreugden van Maria
De Zeven Vreugden van Maria zijn
1. De blijde boodschap (Lucas 1,26-28)
2. Het bezoek van Elisabeth (Lucas 1,39-56)
3. De geboorte van Jezus (Lucas 2,1-6)
4. Het bezoek van de wijzen uit het oosten (Matheüs 2,1-12)
5. De verrijzenis van Christus (Matheüs 28,6-7)
6. Het Pinksterfeest (Handelingen 1,14 en 2,1-4)
7. De tenhemelopneming van Maria.

Tijdens de Ommegang van Brussel werden de Zeven Bliscappen van Maria opgevoerd, een toneelcyclus die er van 1441 tot 1566 te zien was.
In de Alte Pinakothek bevindt zich een schilderij van Hans Memling dat de zeven vreugden van Maria uitbeeldt.
In de Sint-Leonarduskerk te Zoutleeuw bevindt zich een drieluik met de Zeven vreugden van Maria uit de 16de eeuw toegeschreven aan Pieter Aertsen. 